# Dudley Robert Herschbach
Dudley Robert Herschbach (ur. 18 czerwca 1932 w San Jose, Kalifornia) – amerykański chemik, laureat Nagrody Nobla 1986.

## Życiorys
Profesor Uniwersytetu Harvarda w Cambridge, członek m.in. Amerykańskiej Akademii Umiejętności w Bostonie i Narodowej Akademii Nauk w Waszyngtonie.
Nagrodę Nobla otrzymał za poznanie dynamiki elementarnych procesów chemicznych; wraz z nim zostali wyróżnieni John Polanyi i Yuan Tseh Lee.
W 1993 odznaczony tytułem doktora honoris causa Uniwersytetu Karola w Pradze.